# Karnıyarık
A karnıyarık az Oszmán Birodalom korából származó török étel, nevének szó szerinti jelentése „félbe vágott bendő”. Az étel népszerű Törökországban. Hús nélküli változata az İmam bayıldı („az imám elájult”).

## Elkészítése
A karnıyarık egyfajta töltött padlizsán, ahol a padlizsánt félbevágják, olajban elősütik, majd hosszában bemetszve zsebet képeznek a húsában, ebbe hagymás, fokhagymás, paradicsomos, petrezselyemmel fűszerezett darált hús kerül, leginkább marhahúsból vagy borjúból készítik. A megtöltött padlizsánok tetejére félbevágott paprika (csili, zöldpaprika vagy bell paprika) kerül, ezt követően pedig sütőben megsütik.